# Beweging van Vredespriesters
De Beweging van Vredespriesters was een in augustus 1950 opgerichte organisatie binnen de katholieke priesters in de voormalige Volksrepubliek Hongarije die niet afwijzend stonden tegenover de communistische regering. De leiding kwam in handen te liggen van priester Richard Horváth. Reeds in 1951 kwam het tot een vergelijk tussen de communistische regering en de vredespriesters. Tevens sloot de Beweging van Vredespriesters een overeenkomst met de Hongaarse Raad van Bisschoppen.
In juli 1951 benoemde de Hongaarse regering (Commissariaat van de Staatskerk) leden van de Beweging van Vredespriesters tot commissarissen bij de kerkelijke besturen.
In 1954 sloot de Beweging van Vredespriesters zich aan bij het door de communisten beheerste Volksfront. In 1956 volgde er een breuk met de officiële kerkelijke autoriteiten in Hongarije toen kardinaal József Mindszenty 11 vredespriesters schorste.
In 1957 werd de Raad van Vredespriesters opgeheven en vervangen door de Katholieke Commissie van de Vredesraad. De Katholieke Commissie van de Vredesraad werd door de Katholieke Kerk gesteund. Katholieke Commissie maakte als deel van de Vredesraad, deel uit van het Patriottisch Volksfront.
In de jaren 70 normaliseerden de betrekkingen tussen de Katholieke Kerk en de Hongaarse regering.
De Katholieke Commissie werd na de val van de communistische staat (1989) opgeheven.